# Kristianiagade
Kristianiagade er en gade i Indre By (København), der går fra krydset med Dag Hammarskjölds Allé, Stockholmsgade og Oslo Plads til krydset med Strandboulevarden og Fridtjof Nansens Plads. På den østlige side af gaden ligger der en række etageejendomme, heriblandt Domus Medica der nu huser Lægeforeningen. På den vestlige side ligger der hovedsageligt villaer fra slutningen af 1800-tallet, hvoraf flere nu fungerer som ambassader.

## Historie
Omtrent hvor krydset mellem Kristianiagade og Bergensgade ligger i dag, lå tidligere Grønlands Lynette, der anlagdes på et tidspunkt før 1728 som en del af Københavns Fortifikation. Det var et lukket udenværk med en foranliggende tør grav, der lå udfor Østerports ravelin. Efter opgivelsen af fortifikationen overgik en stor del af det øvrige fæstningsområde til Københavns Kommune i 1870, men ikke Grønlands Lynette der i stedet blev en del af Kastellets Glacis, der blev benyttet som øvelsesplads af Ingeniørtropperne. Lynetten blev sløjfet i 1896, da området blev bebygget.
De fleste gader i området fik navne efter norske byer og landskaber. Kristianiagade er således opkaldt efter Kristiania, det daværende navn for Oslo. Andre gader i området med norske stednavne omfatter Bergensgade (efter Bergen), Stavangergade (efter Stavanger), Trondhjemsgade og Trondhjems Plads (efter Trondheim), Hardangergade (efter Hardanger) og Mandalsgade (efter Mandal). Navnene er inspireret af Stockholmsgade, der blev navngivet i 1879, og som har dannet grundlag for en tilsvarende gruppe af gader med svenske navne. Den tilstødende Oslo Plads med det nuværende navn på den norske hovedstad blev navngivet i 1962.
I februar-marts 2022 var der demonstrationer ved den russiske ambassade i anledning af Ruslands invasion af Ukraine. I den forbindelse foreslog Venstre at omdøbe Kristianiagade til Ukrainegade som et signal til russerne. Den russiske ambassade pegede dog på, at navnet Kristianiagade symboliserer de historiske forbindelser og gode forhold mellem Danmark og Norge. Københavns Kommunes Vejnavnenævnet pegede på, at kommunen normalt kun ændrede vejnavne, når det var tvingende nødvendigt, da det ellers var til gene for beboerne. I stedet indstillede de at reservere Ukraine til senere brug, for eksempel til når et nyt sted i Nordhavnen skulle have navn. Det blev vedtaget af Teknik- og Miljøudvalget 13. juni 2022, hvilket så også medførte, at Kristianiagade beholdt sit navn.

## Bygninger og beboere
Den ældste bygning i området er det tidligere Blindeinstituttet, der blev opført i historicistisk stil efter tegninger af Ferdinand Meldahl i 1858. Bygningen ligger på den vestlige side af den nuværende gade men et stykke under gadeplan, da den ligger, hvor graven foran Grønlands Lynette førhen var. Bygningen huser nu en børneinstitution.
De fleste andre bygninger på den vestlige side af gaden er villaer fra 1890'erne og 1900'erne. Villaen i nr. 1 er fra 1896 og blev tegnet af Andreas Clemmensen. Otto Mønsteds villa i nr. 5 blev tegnet af Vilhelm Dahlerup i 1897. Den huser nu den russiske ambassade. Magasin du Nords medgrundlægger grosserer Theodor Wessels villa i nr. 7 på det modsatte hjørne af Bergensgade blev opført i 1898 efter tegninger af Johan Schrøder. Egyptens ambassade holder til i villaen i nr. 19, og Spaniens ambassade i villaen i nr. 21. Sidstnævnte er fra 1908 og blev tegnet af Peter Christensen Monberg og Emanuel Monberg for hofjægermester Sehested-Juul.
Domus Medica, tidligere kendt som Det Plessenske Palæ, i nr. 12 er et tidligere palæ, der blev opført af den pensionerede diplomat, baron Joseph von Plessen efter tegninger af Gotfred Tvede. Bygningen fra 1906 var formentlig det sidste adelspalæ til at blive opført i København, og med 98 værelser er det også et af de største. Det fik sit nuværende navn, da det blev overtaget af Lægeforeningen i 1948, efter at deres tidligere hovedkvarter i Amaliegade var blevet ødelagt under krigen.
G.A. Hagemanns Kollegium i nr. 10 er et kollegium, der blev opført af Gustav Adolph Hagemann i 1908. Bygningen, der blev tegnet af Albert Jensen, tilbyder boliger til 61 studerende, hvoraf mindst to tredjedele skal være fra Danmarks Tekniske Universitet.
Bygningen med spiret på hjørnet af Stavangergade (Stavangergade 6) blev opført i 1907 efter tegninger af Philip Smidth. Han har også tegnet flere andre bygninger i området.